# Monalisa Chinda
Monalisa Chinda (Port Harcourt, 13 de septiembre de 1974) es una actriz y productora de cine nigeriana.

## Carrera
Su primer papel importante en el cine nigeriano ocurrió en la película de 1996 Pregnant Virgin, seguida de otro papel destacado en la película del año 2000 Above the Law. A partir de entonces ha registrado participación en casi una centena de producciones cinematográficas.
En 2007 tuvo una exitosa aparición en la telenovela Heaven’s Gate. En 2011 debutó como productora ejecutiva en la película Kiss & Tell. En 2012 se convirtió en una de las primeras actrices de Nollywood en aparecer en la portada de la revista Hollywood Weekly.

## Filmografía destacada
Chinda ha participado en alrededor de 80 películas.
- Pregnant Virgin 1996)
- Royal Grandmother (2007)
- Sting 2 (2006)
- Critical Truth (2008)
- Kiss and Tell (2011)
- Keeping my Man (2013)
- Anointed Liars
- Breaking Heart
- Without Goodbye
- Above the Law (2000)
- City of Angels
- Weekend Getaway
- Torn
- Passionate Heart
- Memories of the Heart
- Itoro
- Lagos Cougars
- Spirit Love
- Passionate Heart
- Okon Lagos
- Games Men Play
- Nollywood Huslers
- Gossip Nation
- The Unthinkable (2014)
- The Therapist (2015)
- Evil Project